# Johann Claudius von Lassaulx

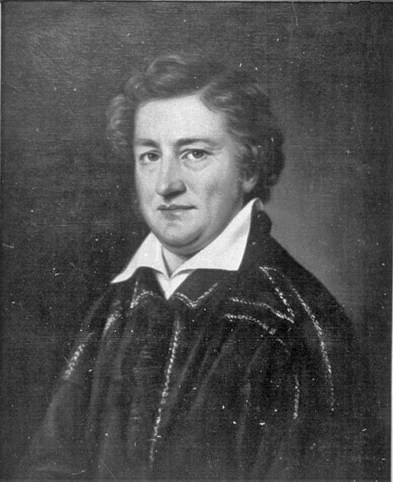
Johann Claudius von Lassaulx. Gemälde von Simon Meister.

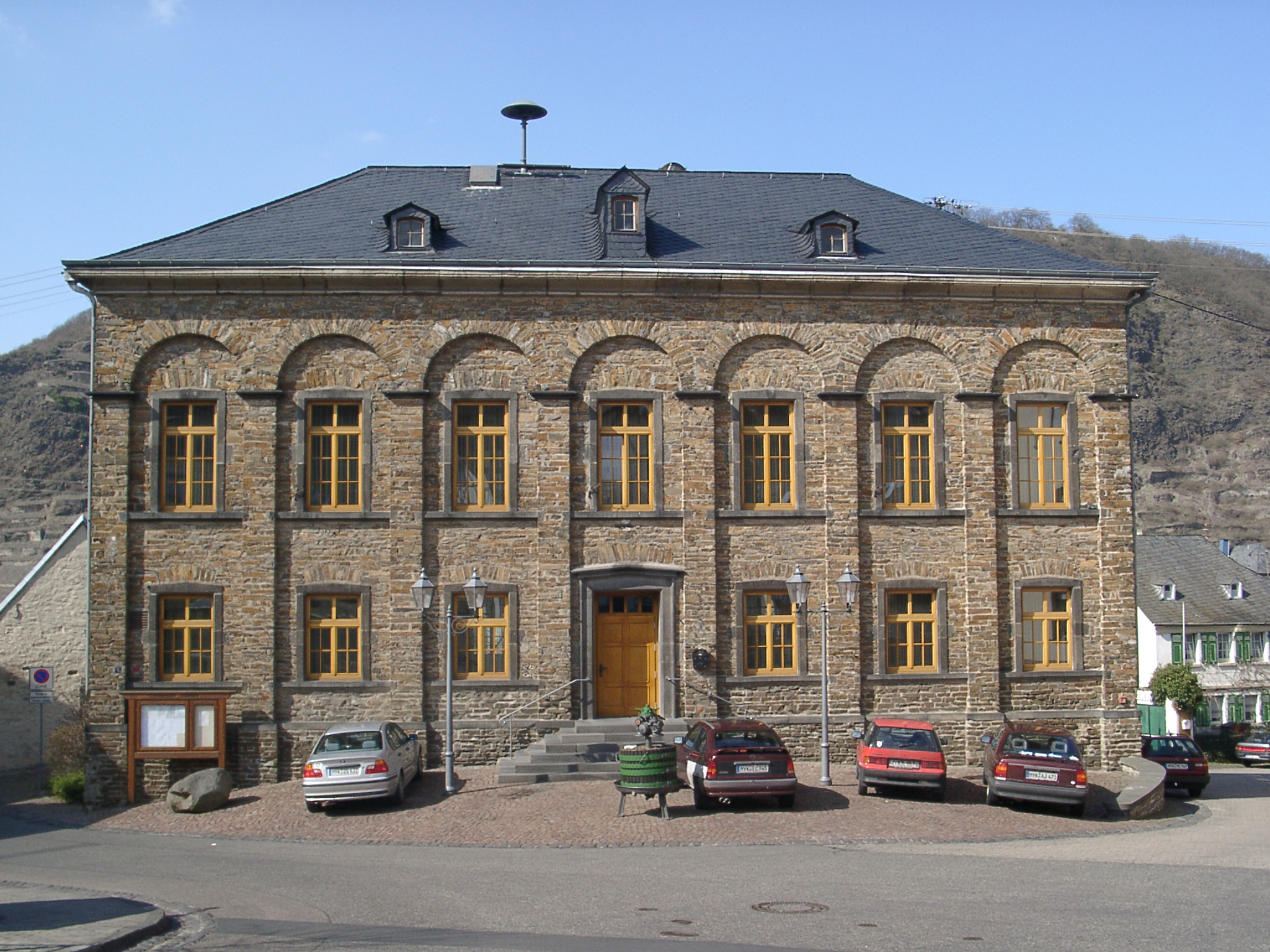
Alte Schule in Dieblich

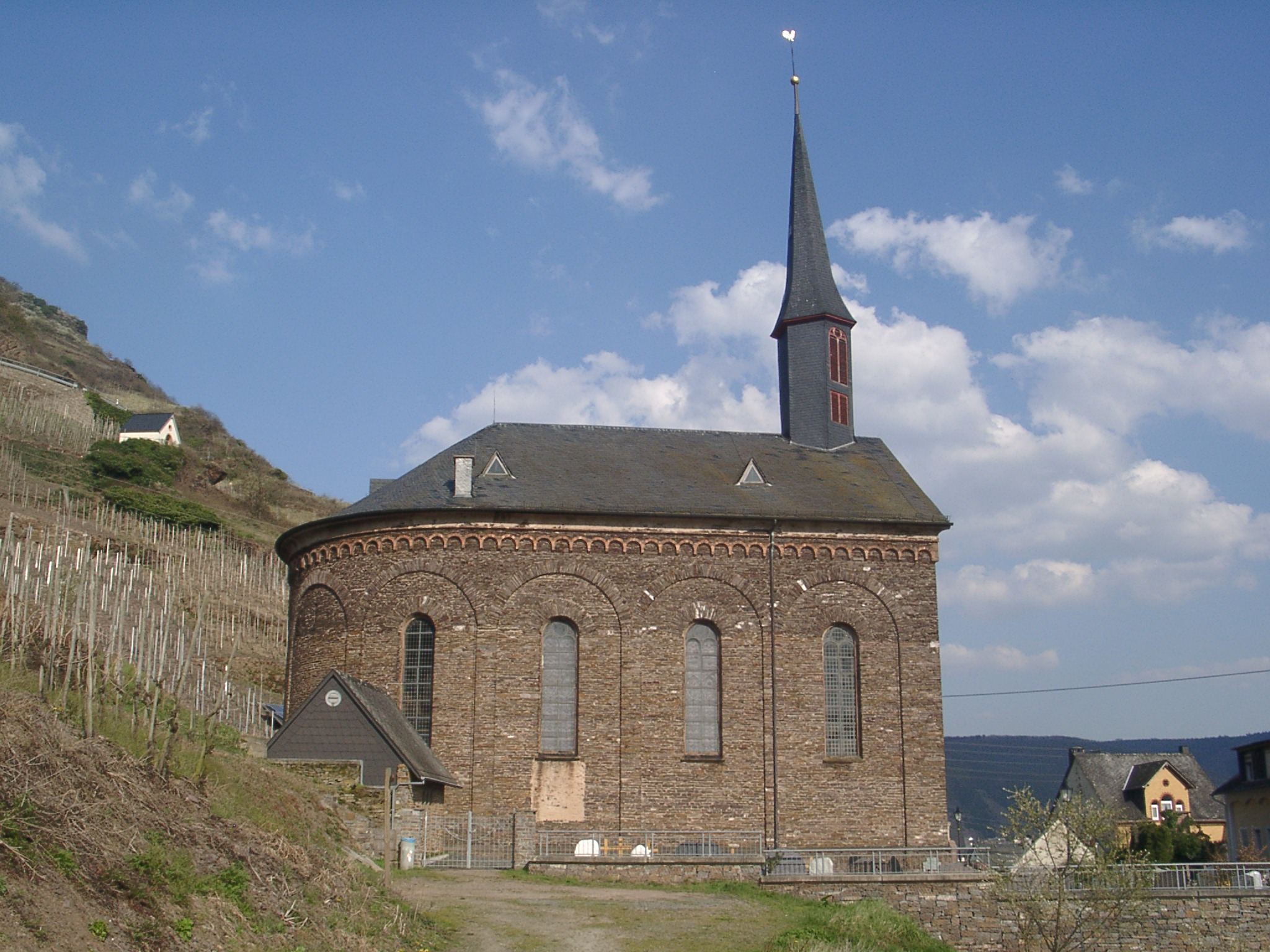
Kirche in Valwig

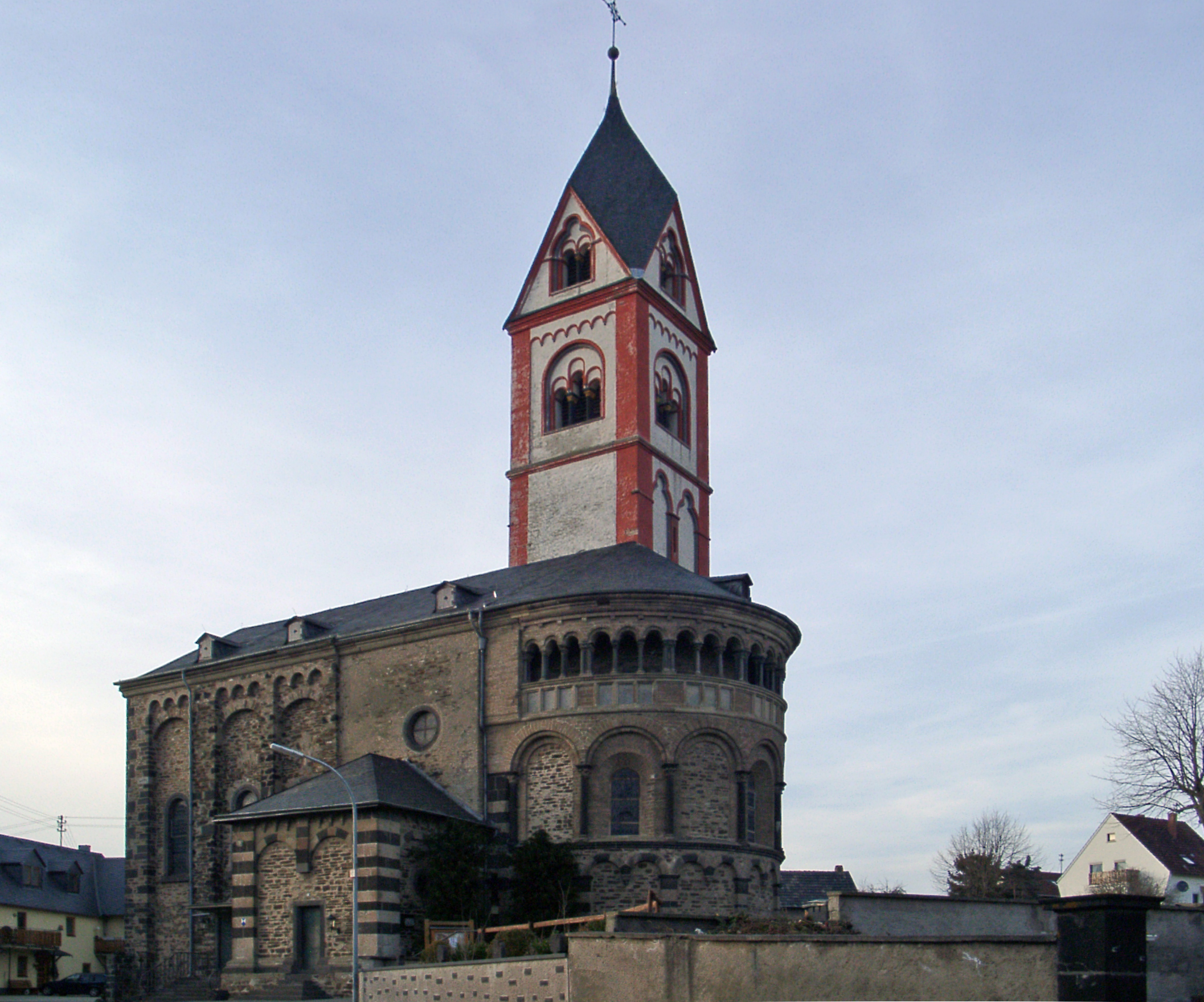
Kirche in Lonnig

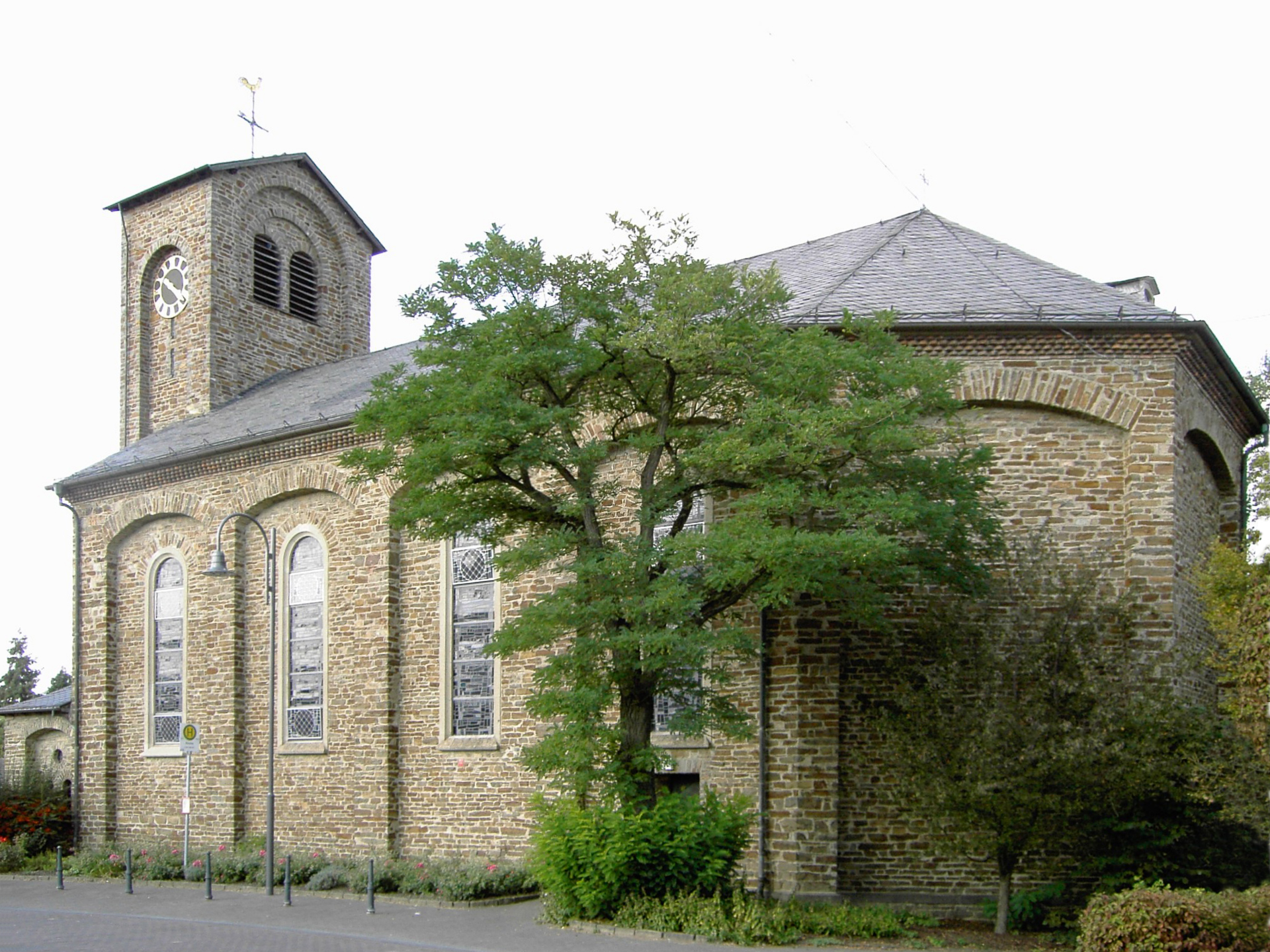
Kirche in Waldesch

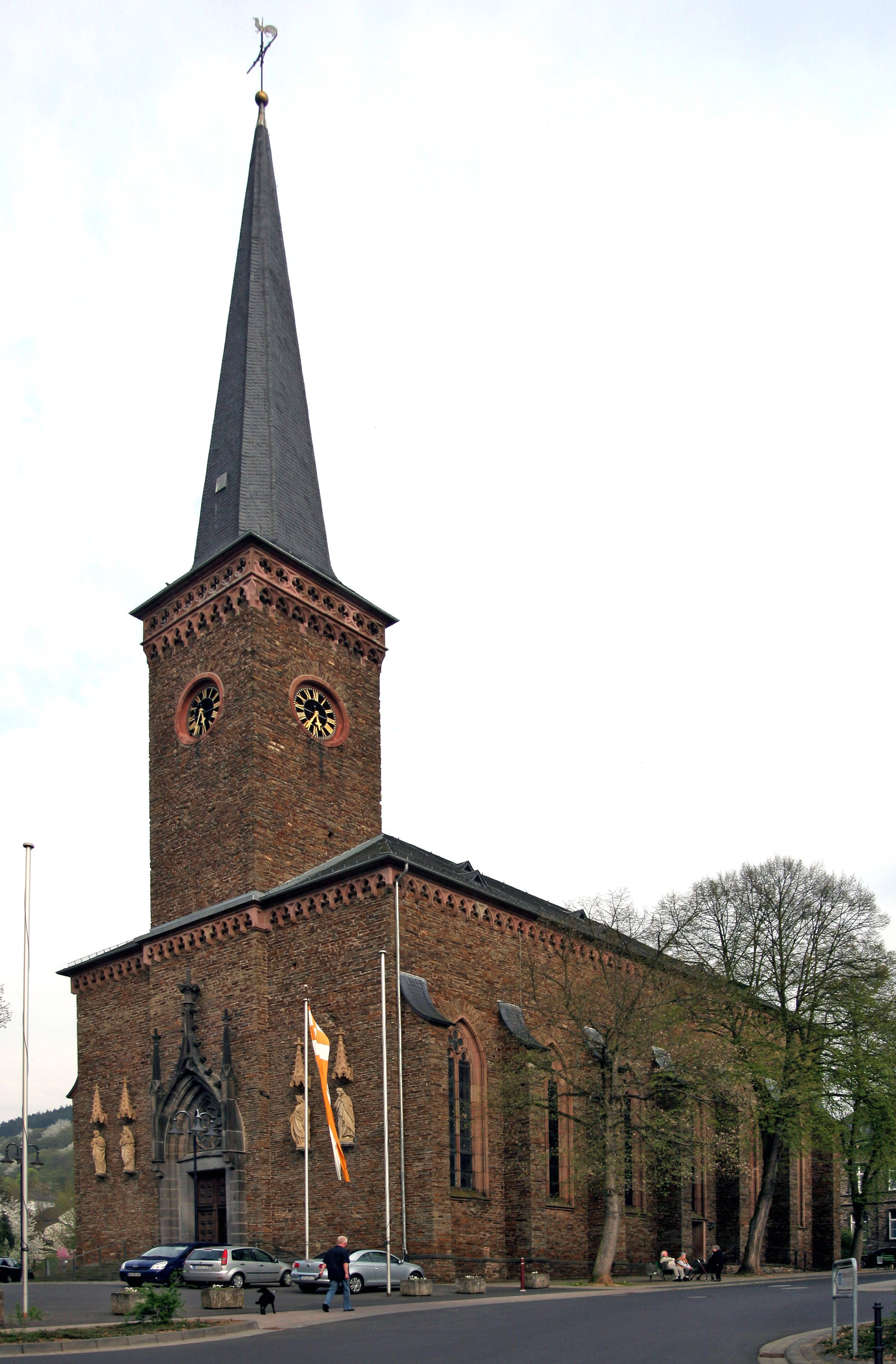
Die Pfarrkirche St. Johannes der Täufer in Treis

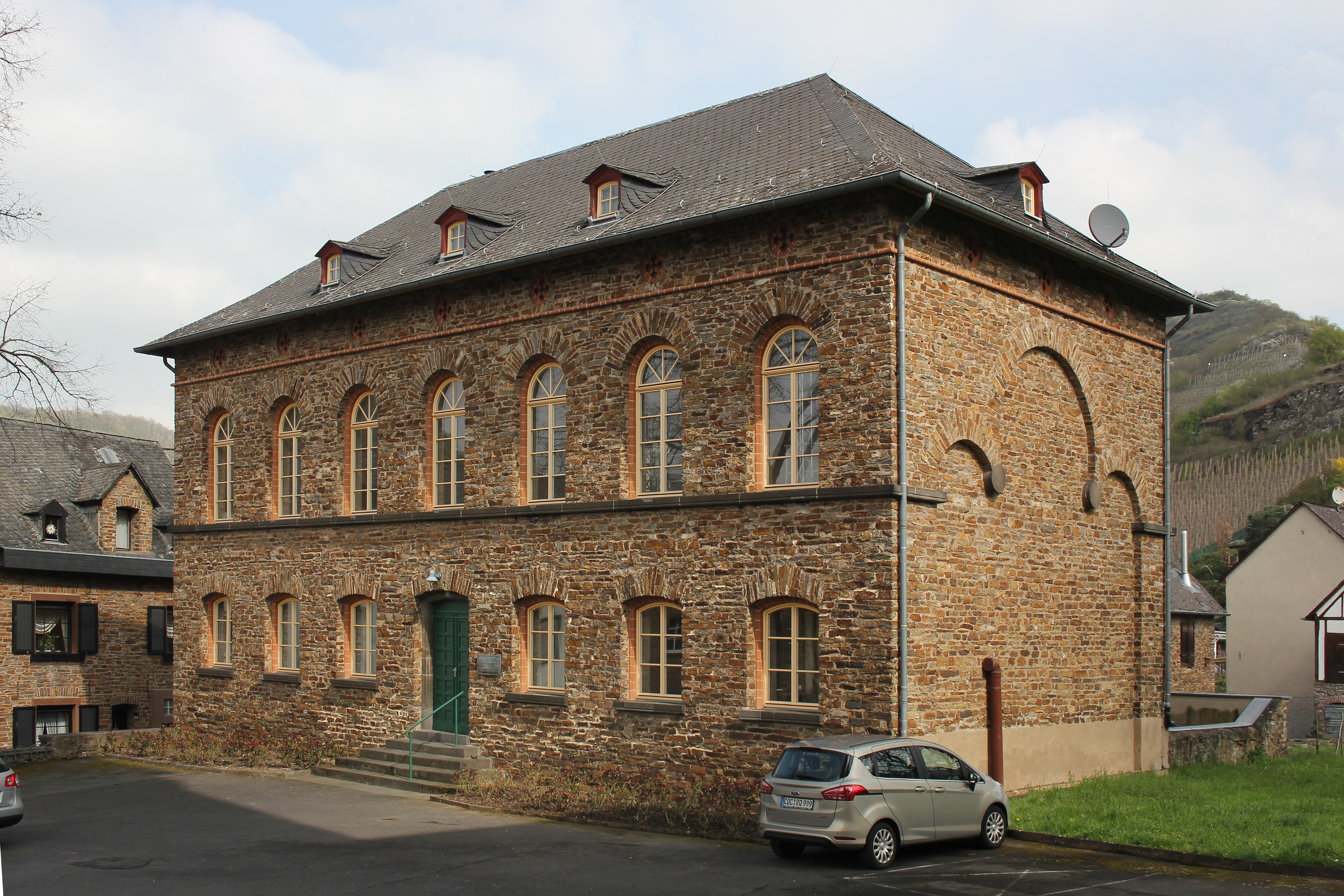
Ehemalige Knabenschule in Treis

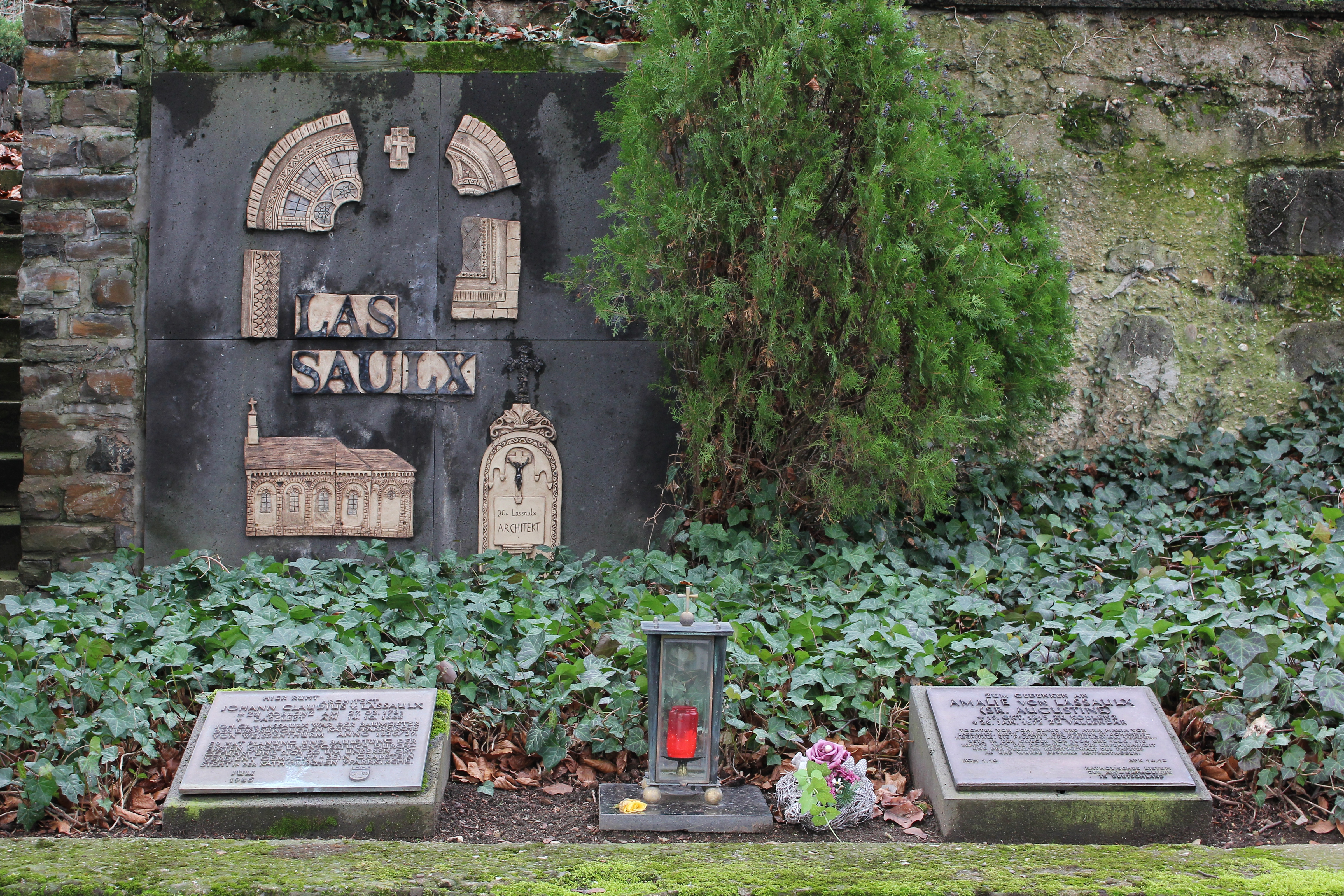
Grabstätte von Lassaulx in Weißenthurm

Johann Claudius von Lassaulx (* 27. März 1781 in Koblenz; † 14. Oktober 1848 ebenda) war ein in der preußischen Rheinprovinz tätiger Architekt.

## Leben und Beruf
Johann Claudius von Lassaulx wurde als ältestes von sieben Kindern des Gerichtsschöffen Peter Ernst von Lassaulx (1757–1809) und Anna Barbara Lassaulx, geb. Welter (1756–1799), geboren. Nach dem Besuch des Koblenzer Gymnasiums studierte er seit 1798 Jura und Medizin in Würzburg, schloss das Studium jedoch nicht ab und kehrte 1804 nach Koblenz zurück, wo er eine Essigfabrik eröffnete, um den Lebensunterhalt für sich und seine Familie zu verdienen. Er betätigte sich schließlich als Architekt und wurde 1812 Kreisbaumeister in Koblenz. Vier Jahre später bekleidete er bereits die Stelle eines Stadt- und Bezirks Bau-Inspectors in der nunmehr preußischen Stadt. Dies war insofern bemerkenswert, als von Lassaulx in seinem neuen Arbeitsgebiet ein reiner Autodidakt war. 1817 wurde er schließlich sogar verbeamtet, ohne eine entsprechende Ausbildung absolviert zu haben.
Neben seiner öffentlichen Tätigkeit arbeitete er auch für die Privatwirtschaft als Architekt, war als Restaurator, so z. B. des Rhenser Königsstuhls, tätig und trat auch als Schriftsteller in Erscheinung. Die Pläne zu vielen seiner Bauten veröffentlichte er als Lithographie, vermutlich als Werbeträger für sich, aber auch, um anderen Baumeistern Anregungen zu geben – tatsächlich wurden Merkmale seiner Gebäude wie z. B. die Verwendung von verschiedenfarbigem, unverputztem Naturstein von anderen Baumeistern in der Region um Koblenz aufgegriffen. Er war zudem darauf bedacht, alte handwerkliche Techniken (z. B. im Gewölbebau) wiederzubeleben, andererseits verwendete er auch häufig das seinerzeit hochmoderne Gusseisen als stabiles und für die Verwirklichung seiner Ideen brauchbares Material.
Lassaulx war auch als Sammler aktiv. In seiner Sammlung befand sich unter anderem einer der ersten Gipsabgüsse aus dem Jahr 1847/48 aus der Berliner Gipsformerei des Werdener Kruzifixes, das selbst um 1060 entstanden ist.
Lassaulx arbeitete eng mit Karl Friedrich Schinkel zusammen, stand in seiner Heimatstadt aber in direkter Konkurrenz zu Ferdinand Nebel, was in späteren Jahren in offene Feindschaft umschlug. Von Lassaulx schuf hauptsächlich im Raum Koblenz eine Fülle von Bauten: Kirchen, Schulen und andere Profangebäude. Da die preußische Regierung großen Wert auf die Verbesserung des Schulunterrichts legte, mussten viele unzureichende und verfallene Schulgebäude erneuert werden, durch die Zunahme der Bevölkerung und das Aufblühen der katholischen Kirche wurden Kirchen- und Pfarrhausneubauten angeregt oder alte Kirchen renoviert. Seine Tätigkeit erstreckte sich über die nähere Umgebung seiner Heimatstadt hinaus. So wurde 1846/1847 auf seine Initiative die zu der ehemaligen Kommende Ramersdorf gehörende Georgskapelle auf den Alten Friedhof in Bonn verlagert. Eine Reihe abgebrochener oder zerstörter historischer Gebäude ist zudem durch Bauaufnahmen von Lassaulx überliefert.
Ein Porträt des Architekten, ein Ölgemälde des Koblenzer Malers Simon Meister, ist nur durch eine Fotografie überliefert, da es 1923 in Koblenz gestohlen wurde.

## Familie
Im Jahr 1803 heiratete er Anna Maria Müller (1781–1855). Das Paar hatte mehrere Kinder:
- Ernst (* 16. März 1805; † 9. Mai 1861) ⚭ 1835 Julie Baader
- Otto Phillip (1806–1897), Bauinspektor in Elberfeld, 1849 nach Fayette County (Texas) in den USA ausgewandert
- Hermann (1808–1868), Architekt in Koblenz
- Maria Anna (1810–1866), Oberin des Heiligen Geist Hospitals in Luxemburg, Gründerin der Elisabetherinnen in Luxemburg
- Peter Francis (* 1811)
- Clementine Maria (1812–1877), Generaloberin in Luxemburg
- Karl Adam (1814–1815)
- Amalie (1815–1872), Oberin im St. JohannisHospital in Bonn
- Katherina  (1817–1819)

## Werke
- Stein’scher Turm am Stein’schen Schloss in Nassau (1814–1816)
- Ehemalige städtische Schule, Kastorhof 6, in Koblenz (1819)
- Innenrestaurierung der Florinskirche in Koblenz (1819–21)
- Leichenhalle und Friedhofskreuz auf dem Koblenzer Hauptfriedhof (1821)
- erste nicht verwirklichte Pläne für Schloss Stolzenfels
- Katholische Kirche St. Johannes der Täufer in Treis, Gemeinde Treis-Karden (1824–28)
- Knabenschule in Treis-Karden
- Jungenschule in Ochtendung
- Katholische Pfarrkirche St. Martin in Valwig (1824–27)
- Alte Schule in Koblenz-Stolzenfels (1820er Jahre)
- Alte Schule in Kirchwald-Kirchesch (1826)
- Katholische Pfarrkirche St. Lubentius in Kobern, Gemeinde Kobern-Gondorf (1826–29)
- Schloss Herstelle bei Beverungen-Herstelle/Oberweser (1826–32)
- Katholische Pfarrkirche St. Menas in Koblenz-Stolzenfels (1826–33)
- Pfarrhof von St. Kastor in Koblenz (1827–1829)
- Alte Schule in Dieblich (1828–29)
- Alte Schule Bassenheim (abgerissen)
- Teehaus am Palais Mendelssohn (heute Lutherkapelle), Koblenz-Horchheim (1830)
- Katholische Kirche St. Martin in Burgbrohl (1830–31)
- Neues Hospital in der Frankenstraße Münstermaifeld (1832 ff.)
- Burg Rheineck über Bad Breisig (1832 ff.)
- Alte Schule in Winningen (1833)
- Erweiterung der Kath. Pfarrkirche St. Jakobus der Ältere in Lonnig (1836)
- Alte Schule in Kaisersesch (1836 ff.)
- Katholische Pfarrkirche St. Servatius in Koblenz-Güls (1833–40)
- Katholische Pfarrkirche St. Antonius in Waldesch (1835–36)
- ehem. Rhein-Museum, Rheinzollstraße 2, in Koblenz (1835)
- Restaurierung der Matthiaskapelle (Kobern-Gondorf) (1836)
- Katholische Pfarrkirche St. Trinitatis in Weißenthurm (1836–38)
- Pfarrkirche St. Bartholomäus in Boos (1837–39)
- Katholische Pfarrkirche St. Marzellinus und Petrus in Vallendar (1837–41)
- Kapelle Am Guten Mann, Mülheim-Kärlich (1838)
- Ehemaliges Hospitalgebäude (Canisianum (Saarlouis)) auf dem Gelände des früheren Augustinerstiftes in Saarlouis (1840/1841)
- Pfarrhaus St. Luzia in Ueß (1840/1844)
- Umbau des Kurfürstlichen Schlosses in Koblenz (1842–45)
- Wiederaufbau des Königsstuhls bei Rhens (1842)
- Katholische Pfarrkirche St. Arnulf in Nickenich (1845–48)
- Katholische Pfarrkirche St. Salvator in Ernst (1844–48)
- Katholische Pfarrkirche St. Bartholomäus in Ayl (1846–48)
- Restaurierung der kath. Pfarrkirche St. Kastor in Koblenz (1848–49)
- Bauplan für die kath. Pfarrkirche St. Mauritius in Koblenz-Rübenach (1862–1866)
- Alte Schule in Bell (bei Mendig)

## Schriften
- Beschreibung des Verfahrens bei Anfertigung leichter Gewölbe über Kirchen und ähnliche Räumen. In: Journal für die Baukunst: in zwanglosen Heften 1.1829, S. 317–330 Digitalisat, UB Heidelberg.
- Architektonisch-historische Berichtigungen und Zusätze [über die Bauwerke am Rhein] von dem Königl. Preuß. Bau-Inspektor von Lassaulx in Coblenz. In: J. A. Klein: Rheinreise von Straßburg bis Rotterdam. 2. Auflage, bei K. Bädeker, Koblenz o. J. [1835], S. 439 ff. (Digitalisat von dilibri Rheinland-Pfalz).